# ژوآو فلیکس
ژائو فلیکس (به پرتغالی: João Félix Sequeira) (زادهٔ ۱۰ نوامبر ۱۹۹۹) بازیکن فوتبال حرفه‌ای اهل پرتغال است که در باشگاه فوتبال النصر در لیگ حرفه‌ای فوتبال عربستان بازی میکند.  
او در سال ۲۰۱۶ به باشگاه بنفیکا پیوست و پس از دو فصل بازی در تیم دوم به تیم اصلی راه پیدا کرد و در فصل ۲۰۱۹–۲۰۱۸ طی ۲۶ بازی ۱۵ گل در لیگ برتر فوتبال پرتغال به ثمر رساند. در سال ۲۰۱۹، فلیکس طی قراردادی هفت ساله به مبلغ ۱۲۶ میلیون یورو به عنوان گران قیمت ترین خرید تاریخ باشگاه اتلتیکو مادرید که چهارمین مبلغ نقل و انتقالات تمام ادوار تاریخ فوتبال نیز محسوب می‌شود به باشگاه اتلتیکو مادرید پیوست.

## افتخارات
بنفیکا
- لیگ برتر فوتبال پرتغال: ۲۰۱۸–۱۹[۲]

اتلیکو مادرید
- لا لیگا: ۲۰۲۰–۲۱[۳]

چلسی
- لیگ کنفرانس اروپا: ۲۰۲۴–۲۵[۴]

پرتغال
- لیگ ملت‌های اروپا: ۲۰۱۸–۱۹[۲]

انفرادی
- بازیکن ماه لیگ برتر پرتغال: ژانویه ۲۰۱۹[۵]
- SJPF Young Player of the Month: ژانویه ۲۰۱۹[۶]
- تیم فصل لیگ اروپا: ۲۰۱۸–۱۹[۷]
- CNID Best Revelation Footballer of the Year: ۲۰۱۹[۸]
- بهترین بازیکن جوان سال لیگ برتر پرتغال: ۲۰۱۸–۱۹[۹]
- Golden Globes: 2019 Best Newcomer[۱۰]
- A Bola بازیکن سال: ۲۰۱۹[۱۱]
- پسر طلایی: ۲۰۱۹[۱۲]
- جوایز گلوب ساکر: ۲۰۱۹[۱۳]
- بازیکن ماه لالیگا: نوامبر ۲۰۲۰,[۱۴] مارس ۲۰۲۲[۱۵]
- گل ماه لالیگا: آوریل ۲۰۲۴[۱۶]
- باشگاه فوتبال اتلتیکو مادرید بازیکن سال: ۲۰۲۱–۲۲[۱۷]